# Сельский африканский синдикат
Сельский африканский синдикат (фр. Syndicat agricole africain, RHDP) — первая квазиполитическая партия в Кот д'Ивуаре, возглавлявшаяся Феликсом Уфуэ-Буаньи на протяжении всего ее существования. Основана 3 сентября 1944 года Уфуэ-Буаньи и колониальной администрацией.

## История
Сельский африканский синдикат был учреждён 3 сентября 1944 года Уфуэ-Буаньи и колониальной администрацией на инаугурационной встрече в Абиджане. Под его президентством партия объединила африканских фермеров, которые были недовольны своей зарплатой и защищала их интересы от перед лицом европейских поселенцев. Как антиколониалистская и антирасистская организация она требовала улучшения условий труда, повышения заработной платы и отмены несвободного труда. Профсоюз быстро получил поддержку почти 20 тыс. рабочих на плантациях. Его успех раздражал колонистов до такой степени, что они обратились в суд с иском против Уфуэ-Буаньи. Однако Сельский африканский синдикат увеличила его популярность как голос африканцев.
Когда на выборах 4 ноября 1945 года Уфуэ-Буаньи был избран в Учредительное собрание, он работал над реализацией программы организации. Уфуэ-Буаньи предложил 1 марта 1946 года законопроект об отмене принудительного труда, самой непопулярной черты французского правления, который Собрание приняло в 1947 году. 9 апреля 1946 года Уфуэ-Буаньи с помощью 
Групп коммунистической учёбы Абиджана преобразовал Сельский африканский синдикат в Демократическую партию Кот-д’Ивуара, первую партию Кот-д’Ивуара и ивуарийскую секцию Африканского демократического объединения.